# Electro-Motive Diesel
Electro-Motive Diesel, Inc. (EMD) (tidligere Electro-Motive Division af General Motors Corporation) er en af verdens største producenter af jernbanelokomotiver og motorer til lokomotiver. EMD har således fremstillet mere end 70.000 lokomotivmotorer.
I Danmark er motorerne til ME-, MX-, MY- og MZ-lokomotiverne leveret af EMD.

## Historie
Electro-Motive Engineering Company blev grundlagt i Cleveland, Ohio, i 1922 af Harold L. Hamilton og Paul Turner. Det følgende blev der kun solgt to benzindrevne motorvogne. I 1926 ændredes navnet til Electro-Motive Company (EMC) og salget var det år 27 vogne.
I 1930 købte General Motors Winton Engine Company og kort efter dennes største kunde EMC.
EMC og den del af Winton Engine Company, der fremstillede lokomotivmotorer, blev fusioneret i 1941 til Electro-Motive Division (EMD). I 2005 frasolgte General Motors EMD til et konsortium bestående af Greenbriar Equity Group LLC and Berkshire Partners LLC. der videreførte virksomheden under navnet Electro-Motive Diesel, Incorporated.
Siden den 2. august 2010 har EMD været et datterselskab af Progress Rail, som igen er et datterselskab af Caterpillar Inc.

## Motorserier
EMD har produceret følgede motorserier:
- EMD 567 — ikke længere i produktion.
- EMD 645 — ikke længere i produktion.
- EMD 710 — i produktion.
- EMD 265 — "H-motor"; i produktion.